# Sibovia occatoria
Sibovia occatoria är en insektsart som beskrevs av Thomas Say 1830. Sibovia occatoria ingår i släktet Sibovia och familjen dvärgstritar. Inga underarter finns listade i Catalogue of Life.